# Nicolas de Préville
Nicolas de Roussel de Préville (Chambray-lès-Tours, 8 de enero de 1991) es un futbolista francés. Juega en la posición de delantero y su equipo es el E. S. Troyes A. C. de la Ligue 2.

## Trayectoria
Se unió a las categorías inferiores del Istres en 2009 y debutó en el club a nivel profesional el 14 de agosto del siguiente año, en un partido frente al F. C. Metz. En dicho encuentro, que acabó en una derrota para el Istres por 2:0, De Préville entró al campo de juego al minuto 90 en reemplazo de Adel Chedli. El 23 de enero de 2013 fichó por el Stade de Reims por tres años y medio. Finalizó la temporada 2015-16 con seis goles y nueve asistencias. En agosto de 2016 el club belga K. V. Oostende compró su pase a un precio de 4,5 millones de euros e inmediatamente cedió al jugador al Lille O. S. C. Desde el 30 de agosto de 2017 es nuevo jugador del Girondins de Bordeaux de la liga francesa, con un traspaso del Lille OSC de 9 millones de euros.

## Clubes
| Club                       | País     | Año       |
| -------------------------- | -------- | --------- |
| F. C. Istres               | Francia  | 2009-2013 |
| Stade de Reims             | Francia  | 2013-2016 |
| K. V. Oostende             | Bélgica  | 2016      |
| Lille O. S. C. (cedido)    | Francia  | 2016-2017 |
| F. C. Girondins de Burdeos | Francia  | 2017-2021 |
| F. C. Metz                 | Francia  | 2021-2022 |
| 1. F. C. Kaiserslautern    | Alemania | 2023      |
| E. S. Troyes A. C.         | Francia  | 2023-     |